# Florian Lüdike
Florian Lüdike (* 22. Oktober 1983 in Halle (Saale)) ist ein deutscher Volleyball- und Beachvolleyballspieler.

## Sportliche Karriere
Florian Lüdike spielte seit 2000 auf der Smart Beach Tour und anderen nationalen Beachvolleyball-Turnieren. 2004 spielte er zusammen mit Sebastian Dollinger, 2005 mit Sebastian Fuchs, 2006 mit Christian Kook, 2007/2008 wieder mit Sebastian Fuchs, 2009 mit Markus Böckermann, 2010/2011 mit Florian Huth und 2012 erneut zusammen mit Sebastian Fuchs. 2013 spielte Florian Lüdike an der Seite von Nils Rohde. 2014 war Florian Huth wieder sein Beachpartner.
Florian Lüdike war auch als Hallenvolleyballer aktiv. Er spielte beim VV Leipzig, beim VC Markranstädt, mit dem er 2003 in die 1. Bundesliga aufstieg, beim TSV Kronshagen, bei der FT Adler Kiel, mit der er 2008 in die 2. Bundesliga aufstieg, beim VT Kiel und bei den KMTV Eagles Kiel. Von 2015 bis 2017 spielte Lüdike beim Regionalligisten Kieler TV.

## Privates
Florian Lüdike hat drei Kinder. Er war von 2014 bis 2015 Lehrer am Gymnasium Elmschenhagen und unterrichtet nun an der Gemeinschaftsschule Trappenkamp.